# Paradejeania colombiensis
Paradejeania colombiensis är en tvåvingeart som beskrevs av Arnaud 1951. Paradejeania colombiensis ingår i släktet Paradejeania och familjen parasitflugor.
Artens utbredningsområde är Colombia. Inga underarter finns listade i Catalogue of Life.